# Robert Dißmann

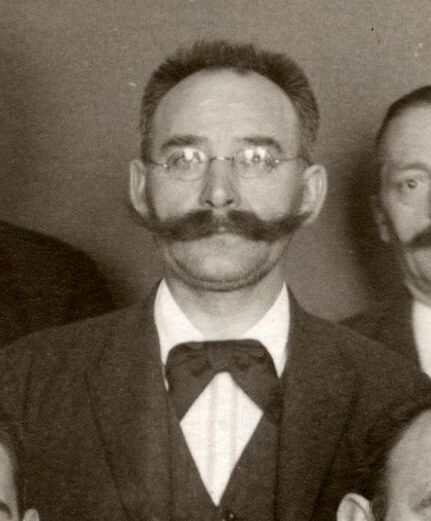
Robert Dißmann (1921)

Robert Dißmann (8 de agosto de 1878 – 30 de outubro de 1926) foi um sindicalista e político alemão.
Nascido em Hülsenbusch, Dißmann tornou-se um maquinista e juntou-se ao Sindicato dos Metalúrgicos Alemães (DMV) e ao Partido Social Democrata da Alemanha (SPD). Em 1900, começou a trabalhar a tempo inteiro para o sindicato de Barmen. Mais tarde, ele mudou-se para Frankfurt.
Em 1908, ele tornou-se secretário local do partido em tempo integral para o Partido Social-Democrata em Hanau. Ele então se tornou secretário distrital em Frankfurt e candidatou-se ao executivo nacional do partido em 1913 e foi derrotado por pouco.
Dißmann opôs-se à Primeira Guerra Mundial. Em 1917, ele deixou o SPD e ingressou no novo Partido Social-Democrata Independente da Alemanha (USPD). Em 1919, foi eleito vice-presidente do DMV e, em 1920, também foi eleito para o Reichstag. Ele voltou ao SPD com a maioria do USPD em 1922 e permaneceu proeminente na sua facção de esquerda.